# شتاینتالبن
شتاینتالبن (به آلمانی: Steinthaleben) یک منطقهٔ مسکونی در آلمان است که در کیفهوزرلاند واقع شده‌است. شتاینتالبن ۴۸۱ نفر جمعیت دارد.

## خواهرخوانده
شهر فلاین خواهرخواندهٔ شتاینتالبن هست.